# Chrono Trigger
Chrono Trigger (クロノ・トリガ) er et rollespil til videospilkonsoller udviklet og udgivet af Square (nu Square Enix) til Super Nintendo Entertainment System. Det blev første gang udgivet 11. marts 1995 i Japan og 22. august 1995 også i Nordamerika. Spillets handling følger en gruppe unge eventyrere, der ved en tilfældighed transporteres gennem tiden og erfarer, at verden vil blive destrueret i den fjerne fremtid. For at undgå denne katastrofe og redde planeten rejser de gennem historien.
Chrono Trigger blev udviklet af en gruppe kaldet "Dream Team" eller "Dream Project" bestående af Hironobu Sakaguchi, Kazuhiko Aoki og komponisten Nobuo Uematsu, der kendes for deres arbejde på Final Fantasy-spilserien, og derudover også af Yuuji Horii og kunstneren Akira Toriyama, der kendes for arbejdet på Dragon Ball-serien.
Da spillet blev udgivet, blev visse dele af Chrono Trigger set som revolutionære – herunder adskillige forskellige slutninger, plotrelaterede sidegåder der fokuserede på figurudvikling, et unikt kampsystem og detaljeret grafik. Spillet fik en andenplads på 2006-udgaven af IGN's liste over tidens 100 bedste spil. Det blev i løbet af 1999 portet af TOSE og i Japan genudgivet af Square til Sony PlayStation. I 2001 blev denne udgave udgivet i Nordamerika som del af Final Fantasy Chronicles, der også omfattede Final Fantasy IV. Det blev imidlertid aldrig udgivet i PAL-områderne.

## Fodnoter
1. ↑  Navnet er anført på svensk og stammer fra Wikidata hvor navnet endnu ikke findes på dansk.
2. ↑  Keizo Kokubo: Well then, open the Gates to the Dream Team! ... / Developer's Ending: Cheers! You made it to one of the endings! You're now a member of the Dream Team! Square Co.. Chrono Trigger. Square Soft. Super Nintendo Entertainment System. (på engelsk). 22/8 1995.
3. ↑  Selvom andre spil med forskellige slutninger eksisterede, var antallet af forskellige slutninger samt omfanget af forskellene bemærkelsesværdigt. Derudover gav spillets mulighed for at genspille det med spilleregenskaber og -statistikker i behold mulighed for at slutte spillet på et praktisk talt vilkårligt punkt i spillet.
4. ↑  Averill, Alan (1995). Nintendo Power July, 1995 (på engelsk).
5. ↑  IGN (2006). The Top 100 Games Ever Arkiveret 29. april 2018 hos  Wayback Machine. IGN. Hentet 8. august, 2007.

## Ekstern henvisning
- Officiel hjemmeside Arkiveret 19. oktober 2007 hos  Wayback Machine